# Eddies hus
Eddies hus är en bok från 1994 av Viveca Sundvall.

## Handling
Berättelsen utspelar sig i Lysekil, där Eddie bor med sin faster Soffan och farbror Malkolm. Jullovet går mot sitt slut. Eddie hittar en brädhög vid strandens kant, och beslutar sig för att bygga ett hus.

### Fotnoter
1. ↑  ”Eddies hus” (på engelska). Worldcat. 12 mars 1994. https://www.worldcat.org/title/eddies-hus/oclc/186530470&referer=brief_results. Läst 11 december 2014.
2. ↑  ”Eddies hus”. Stockholms stadsbibliotek. 12 mars 2003. https://biblioteket.stockholm.se/titel/912002. Läst 11 december 2014.